# 穆罗忠·尤尔多舍夫
穆罗忠·尤尔多舍夫（1995年8月9日—），乌兹别克斯坦男子柔道运动员，2023年世界柔道锦标赛男子73公斤级铜牌得主、2022年亚洲运动会男子73公斤级金牌得主和混合团体银牌得主。